# Vorschrift für die Sicherung der Bahnübergänge bei nichtbundeseigenen Eisenbahnen
Die Vorschrift für die Sicherung der Bahnübergänge bei nichtbundeseigenen Eisenbahnen (BÜV NE) ist eine Vorschrift zur Planung und Ausführung von Bahnübergängen in Deutschland. Der VDV erstellte mit dieser Schrift eine Vorschrift über planerische Grundlagen und Anforderungen einer letztendlichen Sicherung eines Bahnübergangs für Strecken außerhalb der DB.

## Einordnung
Die BÜV-NE ist für Bahnübergänge deutscher Strecken nichtbundeseigener Eisenbahnen, die nicht als Hauptbahn gemäß § 1 (2) EBO eingestuft sind, gültig.
Die BÜV-NE gehört zu den anerkannten Regeln der Technik im Eisenbahnbereich Deutschlands und bildet das Gegenstück zur Ril 815, Bahnübergänge planen und instand halten, im bautechnischen Regelwerk der DB. Das Urheberrecht der BÜV-NE liegt beim VDV. Eine Vervielfältigung jeglicher Form ohne Zustimmung ist untersagt.
Die BÜV-NE wurde speziell auf die Anforderungen von Werks-, Hafen- und Nebenbahnen ausgelegt. Da hier andere Betriebsbedingungen und -verfahren vorliegen als bei Hauptbahnen. Sie kann sowohl für öffentliche Bahnübergänge als auch für Bahnübergänge auf Werksgeländen zur Anwendung kommen. So verweist die Berufsgenossenschaft der Straßen-, U-Bahnen und Eisenbahnen in einer Sonderausgabe ihrer Zeitschrift „Das Warnkreuz“ unter „Grundlagen der Sicherung an BÜ und BÜW“ auf die BÜV-NE.

## Inhalte

### Planungstechnische Vorgaben
Die BÜV-NE macht Vorgaben zur Einstufung der notwendigen Sicherung an Bahnübergängen anhand der zu ermittelnden Verkehrsaufkommens. Die Vorschrift regelt u. a. auch die baulichen Ausmaße der Anlage, wie Kreuzungswinkel der Straße zur Schiene oder Sichtlinien.

### Bautechnische Normen
Die BÜV-NE enthält Skizzen, Maßangaben und Tabellen zur baulichen Ausführung eines Bahnübergangs. Diese Vorgaben beinhalten z. B. die Abmessungen der Schrankenantriebe und die Anbringung von Leitplanken zum Schutz der Sicherungseinrichtungen.
Die BÜV-NE legt das Aussehen der Sicherungseinrichtungen wie z. B. Schranke, Lichtzeichen und Andreaskreuz fest und gibt die entsprechenden Orte der Installation an.

### Sicherungstechnische Vorschriften
Die BÜV-NE spezifiziert die sicherungstechnischen Funktionalitäten technisch gesicherter Bahnübergänge. Diese Anforderungen sind nicht so umfangreich, wie sie durch z. B. Lastenhefte der DB gefordert werden. Sie spezifiziert z. B. keine optimierte Einschaltung. Es werden sogenannte Schaltfälle spezifiziert. Dies sind Funktionalitäten der Anlagensteuerung, um bestimmte Betriebsverfahren, wie Rangieren in ein Anschlussgleis im Bereich des Bahnübergangs, durchführen zu können. Ohne einen entsprechenden Schaltfall für solche Situationen würde die Bahnübergangssicherungsanlage (BÜSA) Fehler im Regelbetrieb annehmen und eine Störung ausgeben.

### Betriebliche Vorgaben
Die BÜV-NE macht auch speziell für nicht technisch gesicherte Bahnübergänge Vorgaben an betriebliche Abläufe zur Sicherung durch Posten oder Zugpersonal.

## Akzeptanz und Anwendung
Die BÜV-NE wird im Bereich Nebenbahn von allen jeweils zuständigen deutschen Aufsichtsbehörden als Planungs- und Ausführungsgrundlage akzeptiert. So stellte z. B. das niedersächsische Oberverwaltungsgericht fest, dass EBO und BÜV-NE zur Beurteilung der Anforderungen an die Sicherung eines Bahnübergangs ausreichen.
Einige Hersteller bieten spezielle Bahnübergangssicherungsanlagen für die Ausführung nach BÜV-NE (z. B. BUEP) an. Andere Hersteller verwenden skalierbare Bahnübergangssicherungsanlagen, die sowohl für den BÜV-NE Bereich, als auch für Hauptbahnen (u. a. DB) konfiguriert werden können (z. B. BUES2000/RBUEP).